# Clayton James
Clayton James (* 6. Februar 1918 in Belding, Michigan; † 2. Oktober 2016 in Burlington, Washington) war ein US-amerikanischer Künstler, der vor allem für seine Beiträge zur Kunstszene des pazifischen Nordwestens bekannt ist.

## Leben
Clayton James war Absolvent der Rhode Island School of Design. Während des Zweiten Weltkriegs meldete er sich als Kriegsdienstverweigerer und wurde in verschiedenen Arbeitslagern eingesetzt, unter anderem im Camp Angel in Waldport, Oregon. Dort lernte er Künstler wie Morris Graves kennen, die seinen künstlerischen Werdegang beeinflussten. 1953 ließ er sich mit seiner Frau, der Malerin Barbara Straker James, in La Conner, Washington nieder, wo er bis zu seinem Tod lebte und arbeitete.

## Werk
Clayton James war ein vielseitiger Künstler, der in verschiedenen Medien arbeitete, darunter Malerei, Bildhauerei und Möbelbau. Seine Landschaftsgemälde spiegeln die natürliche Schönheit des pazifischen Nordwestens wider, während seine Skulpturen aus Ton, Holz und Beton für ihre schlichte Ästhetik und ihre organischen Formen bekannt sind. Sein Werk wird oft mit der Northwest School in Verbindung gebracht, einer Kunstrichtung, die für ihre mystischen und naturverbundenen Themen bekannt ist.